# 한국인사관리협회
한국인사관리협회(韓國人事管理協會, Korea Personal Improvement Association ; KPI)는 인적자원의 효과적인 관리와 개발 · 육성 및 활용 등에 관한 지원 · 협력 활동을 위하여 설립된 단체이다. 서울특별시 성동구 성수일로 77 서울숲IT밸리 1402호에 있다.

## 연혁
- 1976년 2월 한국인사관리협회 창립

## 주요 업무
회원사업
- 한국인사관리자 월례미팅｜since 1976 : 국내기업 인사관리 부문의 당면과제 해결과 개선 · 발전을 위한 정보교류 및 협력의 장

- 교육연수담당자 월례미팅｜since 1976 : 국내기업 교육연수 부문의 당면과제 해결과 개선 · 발전을 위한 정보교류 및 협력의 장

- 인사팀(부)장 교류회｜since 1996 : 인사팀장들의 차별화된 HR 정보 교류와 전략화 방안 모색을 위한 인적교류 및 협력의 장

- KOREA CHO FORUM｜since 2015 : 기업, 학계, 언론계, 정부에서 HR을 총괄하는 최고인사담당 임원(CHO)들의 정례 조찬포럼

교육사업
- KPI 종합과정 : HRM · HRD · 노무 · 총무 · 사보 관련 직무역량 강화와 담당자의 종합지식을 체계적으로 배양하는 필수 종합코스

- 세미나 : 풍부한 현장경험과 노하우를 지닌 전문가 및 현직 부서장, 실무책임자들에 의한 이론과 실무가 조화된 교육과정

- 사례발표회 : HR 관련 국내 · 외 우수사례를 기업 실무 담당자가 직접 전수하는 KPI만의 교육과정

- 워크숍 : 국내 최고 수준의 교수, 전문가, 실무책임자 등에 의해 과제해결 실습과 피드백이 진행되는 전문 교육과정

월간 인사관리
- 인사 · 교육담당자와 팀장, 부서장을 위한 실무 · 실사례 중심의 HR 지식 · 정보지

출판사업
- 인사 · 조직, 교육훈련, 노무 · 노사에 관한 실무 지침서로 활용할 수 있는 각종 사례집 및 자료집 도서 발간

HR플랫폼(인사뱅크)
- 국내 대표 HR 교육 & 지식공유 플랫폼. HR 전문가로 성장하기 위한 모든 HR 자원과 전문가를 연결하는 프리미엄 멤버십 서비스 운영